# 大統領令14159号
国民を侵略から守る（こくみんをしんりゃくからまもる、英: Protecting The American People Against Invasion）を表題とする大統領令14159号は、2025年1月20日に米国大統領ドナルド・トランプが署名し発令した大統領令。

## 規定
この大統領令は移民政策についての規定が記載されている。主な内容は：
- 裁判所の審問なしに個人を強制送還できる移民政策である迅速な退去（英語版）の使用拡大。
- 聖域都市に対する連邦政府の資金提供を拒否する
- 不法滞在登録を怠った移民に対する刑事罰および民事罰
- 移民・関税執行局（ICE）と税関・国境警備局（CBP）の捜査官の大幅増員
- 公的給付の利用制限
- 移民国籍法第287条(g)（英語版）の拡大
- 移民関連の犯罪に対する刑事訴追を増やす[3]